# Bundesstraße 490
Die Bundesstraße 490 (Abkürzung: B 490) war bis zum 31. Dezember 1974 eine deutsche Bundesstraße im östlichen Niedersachsen. Sie wurde gebaut, um einen besseren Anschluss Braunschweigs an die Bundesautobahn 7 zu ermöglichen.

## Geschichte

### Vorgeschichte
Um 1940 existierte der Plan einer Reichsautobahn Evestorf (Abzweig von der Linie Hamburg-Hannover) – südwestlich Uelzen – Braunschweig – Bad Gandersheim (Einmündung in Linie Hannover–Kassel). Mit der umfassenden Untersuchung zum Weiterbau der Strecke Hamburg–Hannover–Kassel zu Beginn der 1950er Jahre wurde die Linienführung der heutigen A 7 aus dem Westen Hannovers in den Raum östlich der niedersächsischen Landeshauptstadt verlegt. Zugleich wurde nicht erwartet, dass der Plan einer zweiten Autobahn über Braunschweig wieder aufgegriffen würde. Das Vorhaben verschwand zunächst in der Schublade.

### Planungen und Bau
Dennoch wurde an einer verbesserten Anbindung des Raumes Braunschweig-Salzgitter an die neue Bundesautobahn 7 gearbeitet. Als erster Bestandteil dieses Plans wurde eine Direktverbindung zwischen Üfingen und Salzgitter-Engelnstedt in den 1950er Jahren errichtet, auf den später die B 490 gelegt wurde. Bis 1962 kam die Strecke Rüningen–Üfingen hinzu. Allerdings handelte es sich um den Neubau einer zweistreifigen Landesstraße, die nicht kreuzungsfrei geführt wurde, aber bebaute Ortslagen umging. In Planung befanden sich die Strecken Wartjenstedt–A 7 sowie Salzgitter-Lebenstedt-Nord–Salzgitter-Lebenstedt-Süd. Bereits Mitte der 1960er Jahre war dann die gesamte Strecke zwischen der A 7 am heutigen Autobahndreieck Salzgitter und der B 248 südlich von Braunschweig fertiggestellt und als B 490 gewidmet. Zwischen Üfingen und Braunschweig war die Bundesstraße sogar bereits vierstreifig errichtet. Daran schloss sich der vierstreifige Ausbau zwischen Üfingen und westlich Salzgitter-Lebenstedt-Süd an, der ab 1966 dem Verkehr zur Verfügung stand. Zwischen Üfingen und Salzgitter-Lebenstedt-Nord wurden dabei jedoch nicht alle Kreuzungen beseitigt, so dass hier in der zweiten Hälfte der 1970er Jahre noch ein Umbau erfolgen musste. 1968 erfolgte schließlich die Fertigstellung des vierstreifigen Ausbaus zwischen den Anschlussstellen Baddeckenstedt und Salzgitter-Lebenstedt-Süd, wobei später zwischen Westerlinde und Salzgitter-Lichtenberg eine Verlegung der Trasse noch erforderlich wurde; dabei wurde auch die damalige Bahnstrecken Salzgitter-Drütte–Derneburg und Braunschweig Nord–Lichtenberg überbaut.

### Heraufstufung
Mit der Neustrukturierung des Netzes der Bundesautobahnen, die mit Wirkung ab 1. Januar 1975 eingeführt wurde, entstand aus vielen einzelnen Vorhaben – darunter die B 490 – ein neuer Streckenzug unter der einheitlichen Bezeichnung als „Bundesautobahn 39“. Die B 490, die sowieso schon autobahnähnlich war, wurde auf voller Länge heraufgestuft.

## Reste
Von der B 490 an sich ist nichts mehr übrig. Von ihrem ersten Verlauf zeugen noch einige Straßen, die für die Region recht gerade verlaufen, darunter die K 40 in Salzgitter, ein Teil der L 474 und die K 76 des Landkreises Wolfenbüttel. Sie verlaufen parallel zum späteren Verlauf, der heute die A 39 bildet. Diese ist in diesem Abschnitt teilweise noch nicht auf Autobahnstandard: An einigen Stellen fehlt noch heute der Pannenstreifen, der beim Bau als Bundesstraße nicht vorausgesetzt und bei der Heraufstufung nicht ergänzt wurde. Besonders einige Brücken bieten eigentlich nur Platz für eine autobahnähnliche Straße.